# Ashley Miller (athlétisme)
Pour les articles homonymes, voir Ashley Miller.
Ashley Tinashé Miller Kamangirira, née le 17 février 1998 à Moscow (Idaho), est une athlète américano-zimbabwéenne représentant le Zimbabwe au niveau international.

## Biographie
Elle est la fille du sprinteur zimbabwéen Felix Kamaringira et de l'athlète américaine Jan Miller.
Elle est médaillée de bronze du 100 mètres haies aux Jeux africains de 2023 à Accra,.